# Distretto di Katmandu
Il distretto di Katmandu è un distretto del Nepal di 1.081.845 abitanti, che ha come capoluogo Katmandu. Pur essendo uno dei più piccoli per estensione territoriale, il distretto è il primo per popolazione e densità abitativa.

## Geografia
Il distretto fa parte della provincia di Bagmati; fino al 2015 faceva parte della zona di Bagmati nella Regione Centrale.
Il distretto si trova in una zona pianeggiante nota come Valle di Katmandu, ed ha un'altitudine media di circa 1.300 m s.l.m. Il distretto è solcato da vari fiumi di cui il più importante è il Bagmati ed i suoi affluenti Bishnumati (o Vishnumati), Manahara e Hanumante.

## Società
Il principale gruppo etnico presente nel distretto sono i Newar.
Secondo i dati pubblicati nel 2004 dal Programma delle Nazioni Unite per lo Sviluppo (UNDP) il distretto di Katmandu risulta essere al primo posto nel Nepal nell'Indice di sviluppo umano.

## Geografia antropica

### Suddivisioni amministrative
Il distretto è composto da 10 municipalità e una città metropolitana:
- Budanilkantha
- Chandragiri
- Dakshinkali
- Gokarneshwar
- Kageshwari Manohara
- Katmandu-Città metropolitana
- Kirtipur
- Nagarjun
- Shankharapur
- Tarakeshwar
- Tokha